# Christophe Gadbled
Christophe Gadbled, né à Saint-Martin-le-Bouillant, ou au Bois-Gâtebled aux Loges-sur-Brécey (Manche) selon Édouard Le Héricher, en 1734 et mort le 10 octobre 1782 à Paris, est un professeur de mathématiques et d'hydrographie de l'université de Caen.
Christophe Gadbled est resté dans l'histoire des sciences pour avoir formé Pierre-Simon de Laplace et poursuivi les études de Varignon.

## Œuvres
- Exposé des quelques-unes des vérités rigoureusement démontrées par les géomètres et rejetées par l'auteur du « Compendium de physique », Caen, 1775.
- Exercice sur la théorie de la navigation, Caen, 1779, in-4-°.